# Dashkova (inslagkrater)
Dashkova is een inslagkrater op de planeet Venus. Dashkova werd in 1985 genoemd naar de Russische filologe Jekaterina Romanovna Vorontsova, later prinses Dashkova (1743-1810).
De krater heeft een diameter van 45,1 kilometer en bevindt zich in het quadrangle Snegurochka Planitia (V-1).